# Karl Meli
Karl Meli (* 22. Juni 1938 in Winterthur-Veltheim; † 12. März 2012 ebenda) war ein Schweizer Schwinger. Der zweimalige Schwingerkönig des Schwingklubs Winterthur ist mit mehreren Rekorden einer der erfolgreichsten Schwinger der Neuzeit.

## Karriere
Meli, der als Turnerschwinger neben dem Schwingsport bereits als Kind im TV Veltheim aktiv war, gewann 1956 seinen ersten Kranz an einem Eidgenössischen Schwingfest, bis zu seinem Karriereende sollten es deren neun werden, was einen Rekord darstellt. 1960 kam es beim Brünigschwinget zu einem verhängnisvollen Zwischenfall im Schlussgang, bei dem Melis Konkurrent Beat Thöni, nachdem er von Meli auf den Rücken gelegt worden war, im Sägemehl mit einer Querschnittlähmung liegen blieb. Meli und Thöni waren seit diesem Vorfall gute Freunde, Meli nahm nie wieder am Brünigschwinget teil.
Am Eidgenössischen in Zug 1961 blieb Meli nach einem Sieg im dritten Gang selbst im Sägemehl liegen und musste vom Platz getragen werden. Den danach verpassten vierten Gang erlaubte man Meli, als dem Favoriten, am nächsten Morgen nachzuholen. Schliesslich wurde er in einem nur 2½ Minuten dauernden Schlussgang gegen Karl Oberholzer zum ersten Mal Schwingerkönig. Diesen Titel konnte er 1964 beim Eidgenössischen verteidigen, wo er gegen Alois Boog im Schlussgang gewann. Auch 1966 trat er beim Eidgenössischen Schwingfest in Frauenfeld als Favorit an, scheiterte im Schlussgang jedoch an Ruedi Hunsperger. Das war die schwerste Niederlage seiner Karriere.
Ein weiterer Rekord Melis sind seine zwei Siege am Kilchberger Schwinget, 1967 und 1973, dies hat bis heute kein anderer Schwinger erreicht. Seine lange Aktivkarriere beendete Meli schliesslich mit 40 Jahren nach noch vier Festsiegen in der letzten Saison am Kilchberger Schwinget 1978. Während seiner Karriere blieb ihm bei 125 Schwingfesten nur ein einziges Mal der Kranz verwehrt, weil er als 18-Jähriger beim Nordostschweizerischen Schwingfest verbotenerweise auf die Notenblätter der Kampfrichter geschaut hatte und dafür einen Punkteabzug in Kauf nehmen musste. Mit seinen 124 Kränzen war er und mit 61 Kranzfestsiegen ist er ebenfalls Rekordhalter, 46 Mal gewann er das begehrte «Laub» im Nationalturnen. Karl Meli nahm auch regelmässig an Schwingfesten ohne Kranzabgabe teil und ist Rekordsieger an den meisten Schwingfesten, an welchen er mitmachen konnte.
Dem Sport blieb Meli erhalten, als technischer Leiter des Schwingklubs Winterthur und durch Schwingkurse, die von ihm durchgeführt wurden. Auch blieb er noch lange Aktivmitglied beim Turnverein Veltheim.

## Wichtigste Siege und Rekorde
- Schwingerkönig: 1961, 1964
- Kilchbergsieger: 1967, 1973
- Jubiläumsschwinget 75 Jahre ESV: 1970
- Gedenkschwinget Murten: 1976
- Nordostschweizerisches: 1959, 1960, 1961, 1964, 1965, 1966, 1967, 1968, 1969, 1971, 1973
- Berner Kantonales: 1959
- Innerschweizerisches: 1965
- Südwestschweizerisches: 1967
- Brünig: 1960
- Stoos: 1959, 1961, 1964, 1965, 1967, 1968, 1970, 1975
- Rigi: 1969
- Appenzeller: 1970
- Bündner-Glarner: 1974
- Glarner-Bündner: 1966, 1967, 1971, 1973
- St. Galler: 1970
- Thurgauer: 1972
- Schaffhauser: 1959, 1961, 1964, 1966, 1967, 1968, 1969, 1970, 1971, 1972, 1973, 1977
- Zürcher: 1961, 1963, 1964, 1965, 1966, 1967, 1968, 1969, 1971, 1972, 1975, 1978
- Baselstädtisches: 1966, 1967
- Zuger: 1967
- 9 Eidgenössische Kränze: 1956, 1958, 1961, 1964, 1966, 1969, 1972, 1974, 1977
- 6 Siege an Schwingfesten mit eidgenössischem Charakter: 1961, 1964, 1967, 1970, 1973, 1976
- 61 Kranzfestsiege
- weitere Rekorde: 9 Siege am Allwegschwinget, 13 Siege am Siebner Herbstschwingertag, 5 Siege am Olmaschwinget und viele mehr[7]

## Privates
Karl Meli wurde im Quartier Blumenau in Winterthur-Veltheim geboren. Während seiner ganzen sportlichen Karriere arbeitete Meli zu 100 Prozent. Nach einer vierjährigen Lehre als Zimmermann arbeitete er zunächst als Waldarbeiter in Winterthur. Im Alter von 24 Jahren trat er als Polizist in die Stadtpolizei Winterthur ein. Sechs Jahre später, 1968, übernahm er zusammen mit seiner Frau als Gastwirt das Restaurant «Freieck» in Oberwinterthur, dann folgte die «Mühle» Hegi, bevor er das Restaurant «Sternen» in Veltheim übernahm.
Meli verstarb am 12. März 2012 73-jährig nach kurzer, schwerer Krankheit in Winterthur.

## Schwingermuseum
Auf Initiative der Schwingerin Irène Bodenmann-Meli, der Tochter der Schwingerlegende Karl Meli, entstand 2009 im oberen Stockwerk des Restaurants «Sternen» ein Schwingermuseum, das sich Karl Meli und auch dem Schwingen allgemein widmete. Mit ihrem Tod 2019 zog das Museum ins Freilichtmuseum Ballenberg und wird 2022 Teil der neuen Sonderausstellung werden.